# 矮海豹属
矮海豹属（学名：Nanophoca）是海豹科下的一个属。

## 下属物种
本属包括以下物种：
- 拟稚矮海豹 Nanophoca vitulinoides Dewaele, Amson, Lambert & Louwye, 2017